# هوانگ سیجینگ
هوانگ سیجینگ (انگلیسی: Huang Sijing؛ زادهٔ ۸ ژانویهٔ ۱۹۹۶) بازیکن بسکتبال زن اهل چین است.
وی در مسابقات کشوری و بین‌المللی در مجموع برندهٔ ۲ مدال طلا، ۳ مدال نقره، ۱ مدال برنز شده‌است.